# Luigi Anzampamber
Luigi Anzampamber (XIX secolo – XIX secolo) è stato un attore teatrale italiano.

## Biografia
Fu attore e agente teatrale a Lucca dal 1832. Il suo nome diventò sinonimo di guitto. Recitò nelle parti di Stenterello e di contraddistinse per il suo abbigliamento: pelliccia, stivaloni "alla Suvorov", cappello "alla Bolivar".
Interpretò un repertorio di drammi, farse, pantomime, balletti.
Secondo una leggenda, sparì in una bufera di neve mentre si recava da Castel San Giovanni a Stradella, dove era prevista una sua recita di Agamennone.